# نيهان باز
نيهان باز (بالإسبانية: Nehuén Paz) هو لاعب كرة قدم أرجنتيني في مركز الدفاع، ولد في 28 يناير 1993 في بوينس آيرس في الأرجنتين. لعب مع نيولز أولد بويز.

## وصلات خارجية
- نيهان باز على موقع قاعدة بيانات كرة القدم.إي يو (الإنجليزية)
- نيهان باز على موقع Soccerway.com (الإنجليزية)